# دولشت
دولشت (به آلمانی: Döllstädt) یک شهر  در آلمان است که در گوتا واقع شده‌است. دولشت ۱٬۲۱۲ نفر جمعیت دارد.